# Маму (Луїзіана)
Маму (англ. Mamou) — місто (англ. town) в США, в окрузі Еванджелін штату Луїзіана. Населення — 2936 осіб (2020).

## Географія
Маму розташований за координатами 30°38′6″ пн. ш. 92°25′5″ зх. д. / 30.63500° пн. ш. 92.41806° зх. д. (30.634913, -92.417927).  За даними Бюро перепису населення США в 2010 році місто мало площу 3,64 км², уся площа — суходіл.

## Демографія
Згідно з переписом 2010 року, у місті мешкали 3242 особи в 1400 домогосподарствах у складі 799 родин. Густота населення становила 891 особа/км².  Було 1526 помешкань (420/км²).
Расовий склад населення:
| - 54,7 % — білих - 43,0 % — чорних або афроамериканців - 0,2 % — корінних американців - 0,2 % — азіатів |

До двох чи більше рас належало 1,4 %. Частка іспаномовних становила 1,4 % від усіх жителів.
За віковим діапазоном населення розподілялося таким чином: 26,6 % — особи молодші 18 років, 57,1 % — особи у віці 18—64 років, 16,3 % — особи у віці 65 років та старші. Медіана віку мешканця становила 39,3 року. На 100 осіб жіночої статі у місті припадало 87,1 чоловіків;  на 100 жінок у віці від 18 років та старших — 83,6 чоловіків також старших 18 років.
Середній дохід на одне домашнє господарство  становив 28 439 доларів США (медіана — 19 297), а середній дохід на одну сім'ю — 32 859 доларів (медіана — 26 295). За межею бідності перебувало 41,1 % осіб, у тому числі 42,5 % дітей у віці до 18 років та 37,9 % осіб у віці 65 років та старших.
Цивільне працевлаштоване населення становило 728 осіб. Основні галузі зайнятості: освіта, охорона здоров'я та соціальна допомога — 26,4 %, роздрібна торгівля — 19,1 %, сільське господарство, лісництво, риболовля — 12,1 %, будівництво — 10,4 %.